# USS Lansdale (DD-426)
USS Lansdale (DD-426) (Корабль соединённых штатов Лансдейл) — американский эсминец типа Benson.
Заложен на верфи Boston Navy Yard 19 декабря 1938 года. Спущен 30 октября 1939 года, вступил в строй 17 сентября 1940 года.
20 апреля 1944 года потоплен германскими торпедоносцами «Ju 88» в 40 милях восточнее Алжира. Из ВМС США исключён 16 мая 1944 года.